# Falcão (cantor sertanejo)
Antônio Rosa Ribeiro, conhecido como Falcão (Morrinhos, 15 de setembro de 1956 - Goiânia, 18 de setembro de 2009), foi um cantor e compositor brasileiro de música sertaneja. Fez parte da dupla sertaneja Felipe & Falcão.

## Carreira
Nascido em Morrinhos-GO no dia 15 de setembro de 1955, Falcão nos anos 80 se formou em jornalismo e atuou como apresentador da TV Regional.Conheceu Felipe em 1984 durante um festival de música em Goiânia, onde Falcão trabalhava como apresentador e Felipe se apresentava como artista, e mais tarde se tornaria seu parceiro. Em 1986 lançaram seu álbum de estreia, chamado Gosto de Felicidade. Com o segundo álbum, lançado em 1987, a dupla recebeu disco de ouro e emplacou o sucesso "Que Pena".
Grande ícone no meio sertanejo, Falcão tinha como característica marcante a voz bem grave (estilo Tião Carreiro), com a qual brincava em algumas de suas canções, e interpretava com maestria principalmente as românticas. Entre os principais sucessos da dupla estão "Que Pena", "Deixa Eu Te Amar Por Favor", "Hoje Não é Nosso Dia", "Vai Por Aí", "Grito de Amor", etc. Felipe & Falcão lançaram 14 CD’s e 2 DVD’s.
Falcão também foi parceiro de algumas composições das duplas Bruno & Marrone e Edson & Hudson.

## Morte
Na noite de 18 de setembro de 2009, Falcão morre após um infarto. Ele estava internado em estado grave no Hospital São Lucas, em Goiânia, por causa de uma erisipela (infecção causada por bactérias que começa na pele e se espalha pelos vasos linfáticos).
Falcão chegou no dia 3 de setembro a um hospital na sua cidade natal, Morrinhos (GO), a 125 km de Goiânia, já com um quadro de infecção generalizada e suspeita de erisipela. No dia seguinte, foi levado para a UTI do São Lucas. Na última semana, seu quadro geral havia apresentado uma melhora, mas ele não resistiu a duas paradas cardíacas.

## Discografia
CDs
- 1986 - Gosto da Felicidade
- 1987 - Felipe & Falcão
- 1989 - Olhando em Seus Olhos (Vol. 3)
- 1991 - Felipe & Falcão - Vol. 4
- 1993 - Felipe & Falcão
- 1995 - Felipe & Falcão - Vol. VI
- 1997 - Felipe & Falcão - Vol. 7
- 1999 - Felipe & Falcão - Vol. 8
- 2001 - Acústico
- 2003 - Nóis é Simprão de Tudo
- 2006 - 20 Anos - Ao Vivo
- 2008 - Boteco

DVDs
- 2006 - 20 Anos - Ao Vivo
- 2008 - Boteco